# Sutura (geologie)
Sutura je v tektonice a strukturní geologii významný zlom často rovnoběžný s osou orogénu nebo horstva. Sutura je styčnou plochou oddělující bloky s rozdílným tektonickým, Metamorfní i paleogeografickým vývojem jako jsou terany. Je často linií pohlcení oceánské kůry.

## Vznik
V důsledku přibližování se tektonických bloků nebo ploten je zemská kůra nacházející se v oblasti mezi nimi postižena velkým zkrácením. To má za následek její rozlámání, případně úplné zničení a pohřbení, jakmile dojde k prokluzu přibližujících se bloků. V zemské kůře se takové oblasti nacházejí nejčastěji v oblastech bývalých subdukčních zón. V bezprostřední blízkosti se zde nacházejí bloky, které mají rozdílnou historii a často byly původně tisíce kilometrů vzdálené. Odkryté sutury se mohou významně lišit. Některé mohou být jen několik stovek metrů široké, jiné dosahují kilometrových rozměrů. Jejich délka může být řádově stovky i tisíce kilometrů. Oblasti křehké deformace tvoří sítě zlomů, v jiných oblastech vznikají mylonitové střižné zóny. Velmi často jsou vázány s intruzemi hlubinných hornin nebo vznikem tektonických čoček s různou litologií od usazenin přes hlubinné horniny až po ofiolitové fragmenty.

## Výskyt
Příkladem významných sutur je Periadriatická linie táhnoucí se Alpami nebo bradlové pásmo v Západních Karpatech.